# Hypalon

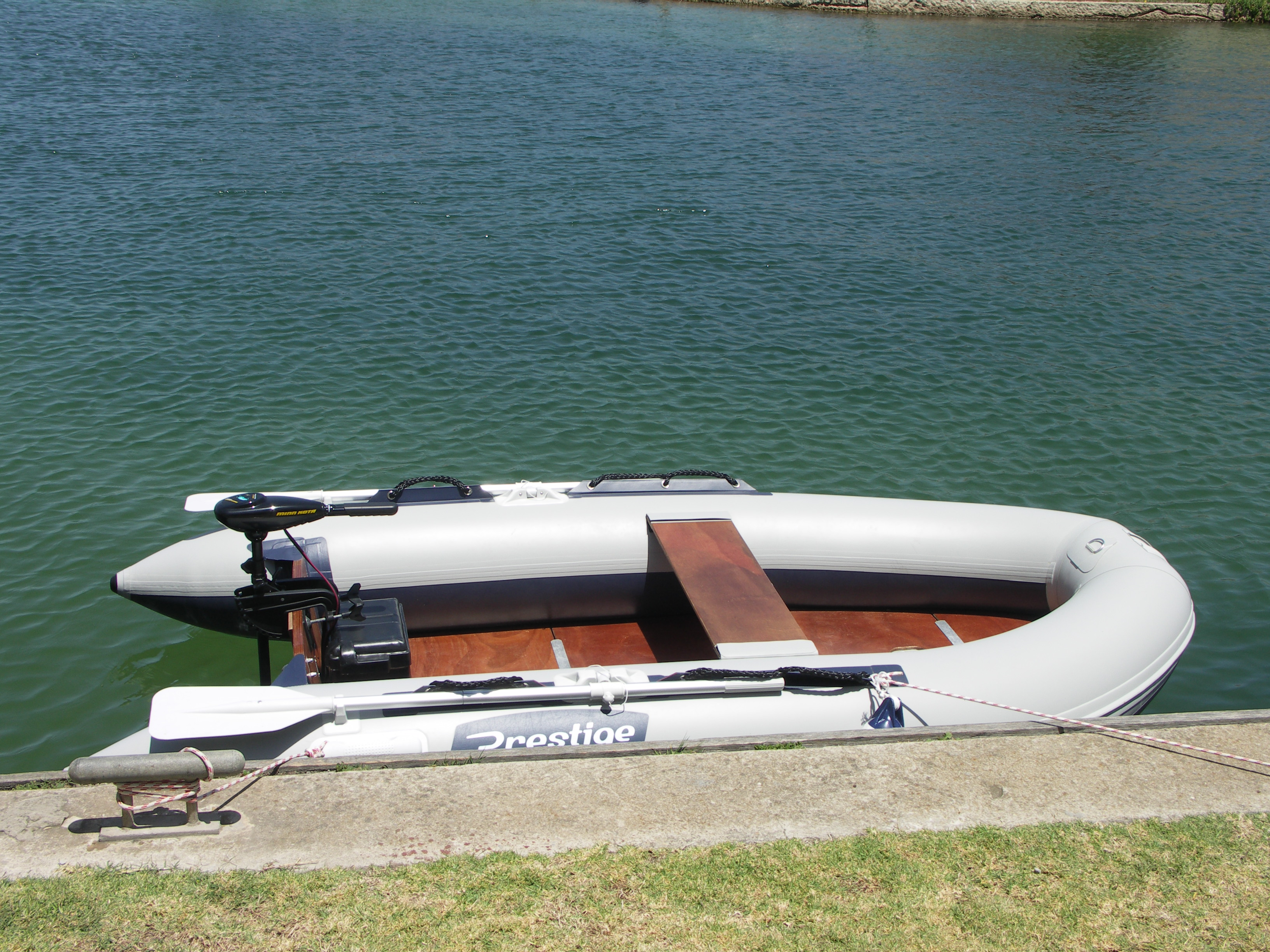
Rubberboot uit Hypalon

Hypalon is een geregistreerd merk van DuPont Performance Elastomers voor een hoogwaardig, bijzonder weerbestendig elastomeer. Het is bestand tegen ultravioletstraling, ozon, zuurstof, verkleuring en verwering. Dat maakt het weerbestendig en geschikt voor toepassing in open lucht. Het is bruikbaar tot ongeveer 130°C en is bestand tegen water, zuren en basen, maar minder tegen koolwaterstoffen, aldehyden, esters, ethers of ketonen.
Chemisch gezien bestaat Hypalon uit chloorsulfonpolyethyleen of CSM. Dit is polyethyleen dat gereageerd wordt met chloor en zwaveldioxide. Daardoor worden chlooratomen en sulfonzuurchloridegroepen op de polymeerketens aangebracht, en kunnen die gevulkaniseerd worden tot een synthetisch rubber. Het chloor- en zwavelgehalte kan variëren; typische waarden zijn tussen 25% en 35% chloor en 1 tot 1,5% zwavel op het totale gewicht van het polymeer.
Hypalon werd rond 1947 ontwikkeld bij DuPont en de naam heeft zich ontwikkeld tot soortnaam voor alle CSM, ook dat van andere fabrikanten die andere merknamen hanteren. DuPont zelf is in april 2010 gestopt met het produceren van Hypalon.
Toepassingen situeren zich onder meer in de bouw (bijvoorbeeld roofingmembranen); automobielindustrie (riemen, kabels), rubbercoating van flexibele buizen of schoenzolen; en chemische apparatuur (buizen, kabels, dichtingsringen, diafragma's ...). Omdat het bestand is tegen zoutwater is Hypalon geschikt voor opblaasbare rubberboten en vouwkano's.